# لوله زین

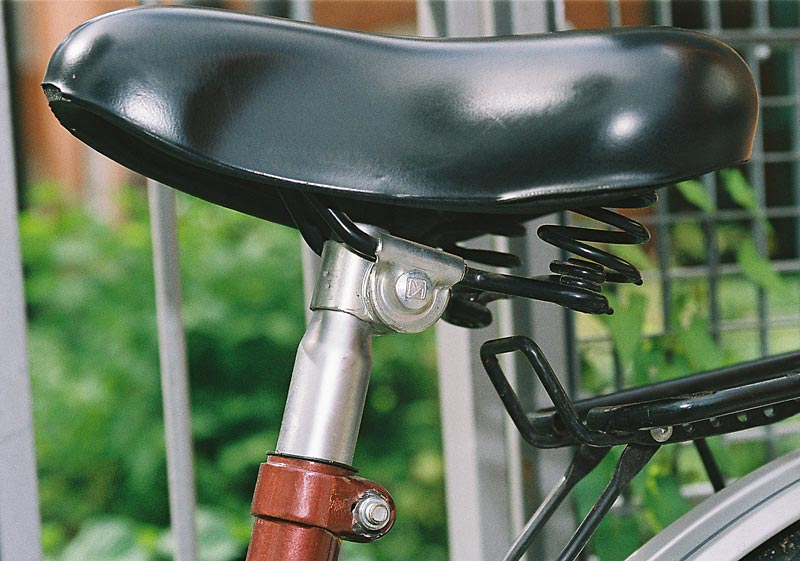
لوله زین دوچرخه

لوله زین دوچرخه با نام انگلیسی Seatpost یک میله رابط بین زین و بدنه دوچرخه است. لوله زین دوچرخه وظیفه تنظیم ارتفاع زین را دارد. چرا که زین دوچرخه از جمله موارد مهم برای تنظیمات متناسب سازی سایز دوچرخه برای قد هر شخص است. لوله زین با توجه به جنس بدن دوچرخه می تواند از متریال های فولاد، آلومینیومی و همچنین فیبر کربن باشد.
لوله زین از پایین بوسیله یک بست اهرمی و بست پیچی به بدنه دوچرخه متصل میشود و از بخش بالایی به زین دوچرخه متصل میشود. در گذشته لوله زین ها در بخش بالا به وسیله یک پیچ و تسمه فلزی دندانه دار به زین متصل میشد که تنظیمات محدودی روی آن قابل اجرا بود اما اکنون در بست بالای لوله زین از دو پیچ تنظیم و یک ریل استفاده شده است که این موضوع کمک می کند که تنظیمات مناسبی را روی زین انجام داد.